# Stygnus lesserti
Stygnus lesserti is een hooiwagen uit de familie Stygnidae.